# Heinrich Lochner
Heinrich Lochner (geboren 19. Dezember 1899 in Wien; gestorben 8. September 1943 in Berlin-Plötzensee) war ein österreichischer Straßenbahnfahrer und Widerstandskämpfer gegen den Nationalsozialismus. Er wurde vom NS-Regime zum Tode verurteilt und geköpft.

## Leben und Werk
Lochner zählte zur Belegschaft des Betriebsbahnhofs Speising. Er zahlte vom Herbst 1940 bis Oktober 1942 Beiträge für die KPÖ und gab kommunistische Druckschriften weiter. Er wurde am 18. November 1942 festgenommen, am 25. August 1943 vom Volksgerichtshof wegen angeblichen Hochverrats und Feindbegünstigung zum Tode verurteilt und zwei Wochen später in Berlin-Plötzensee am 8. September 1943 um 01:05 Uhr hingerichtet.

## Gedenken

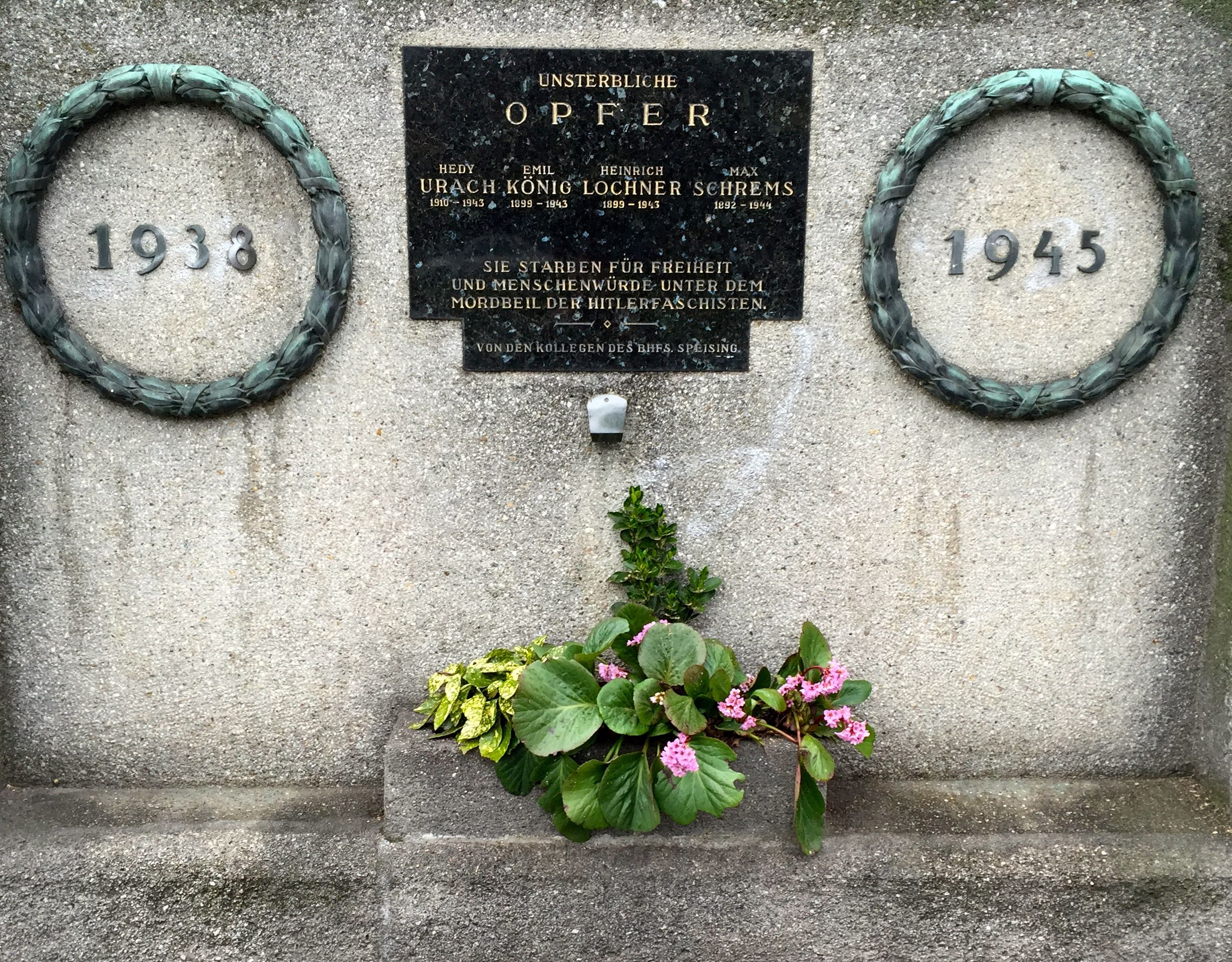
Denkmal für die vom NS-Regime geköpften Hietzinger Straßenbahner in der Speisinger Straße 188

Sein Name findet sich auf der Gedenktafel des Denkmals für die vom NS-Regime geköpften Hietzinger Straßenbahner vor dem Straßenbahn-Remise in der Speisinger Straße 188, gewidmet ihm, sowie den ebenfalls vom NS-Regime hingerichteten Widerstandskämpfern Emil König, Max Schrems und Hedwig Urach.